# William Piguenit

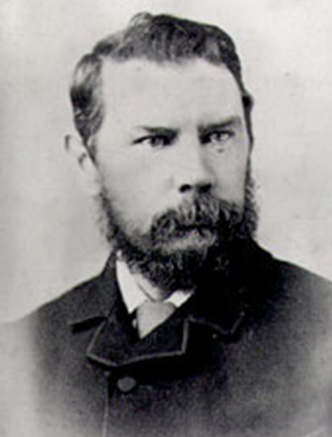
Granville A. Wood: Der australische Maler William Piguenit (1836–1914). Foto vor 1900

William Charles Piguenit (* 27. August 1836 in Hobart Town, Tasmanien; † 17. Juli 1914 in Hunter’s Hill, Sydney) war ein australischer Landschaftsmaler und der erste bedeutende Maler, der in Australien geboren wurde.

## Leben

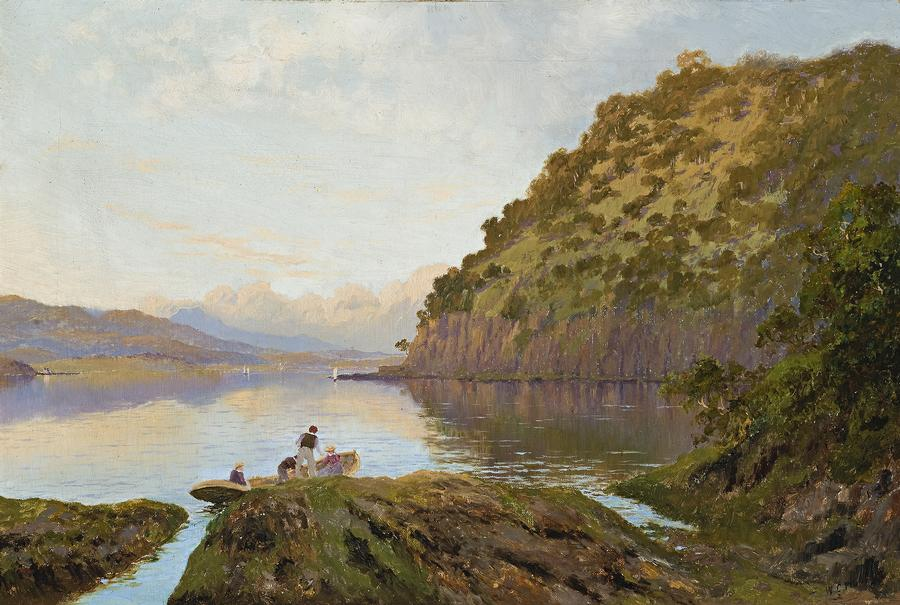
Der Derwent Fluss in Tasmanien

William Charles Piguenit wurde 1836 in Hobart Town, Tasmanien geboren. Sein Vater, Frederick Le Geyt Piguenit, stammte von Hugenotten ab und war wegen Hehlerei zu einer vierzehnjährigen Freiheitsstrafe verurteilt worden und kam am 8. Oktober 1830 mit der Royal George in Hobart an. Mary Ann Igglesden folgte ihm und sie heirateten 1833. Ihr Kind Charles wurde am 23. September 1836 in der St. David's Church getauft.

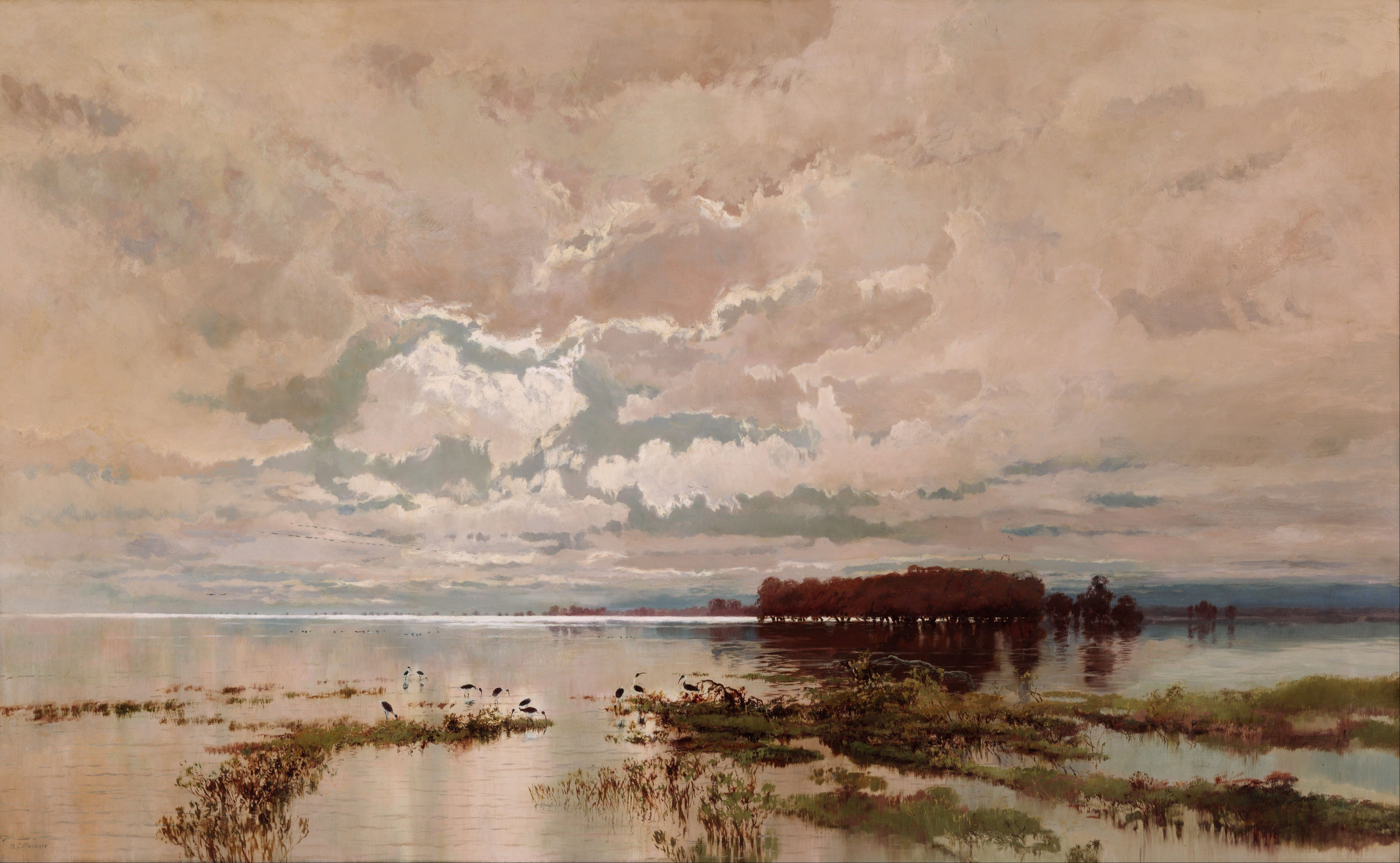
Die Überschwemmung des Darling, 1890

William Piguenit erhielt seine Ausbildung an der Cambridge House Academy und zeigte früh Talent im Zeichnen, Kartieren und Schönschreiben. Ab 1850 arbeitete er als Zeichner in einem Vermessungsbüro. 1867 veröffentlichte er seine ersten lithographischen Werke in The Salmon Ponds and Vicinity, New Norfolk. 1872 gab er seine Stelle auf, um sich ganz der Landschaftsmalerei zu widmen. 1874 unternahm er eine Reise zum Gordon River und malte Landschaften der Arthur Range und Lake Pedder. Seine Werke verkauften sich anfangs nur langsam, aber 1887 erwarb die Regierung sechs seiner Werke, die heute in der Tasmanian Museum and Art Gallery von Hobart ausgestellt sind.
1875 zog Piguenit nach Sydney, wo er an Ausstellungen der New South Wales Academy of Arts teilnahm und seine erste Einzelausstellung hatte. Er setzte seine Naturstudien fort und bereiste den Clarence River, die Südküste von New South Wales und Tasmanien. 1887 begleitete er eine Expedition an die Westküste Tasmaniens und zum Lake St. Clair.

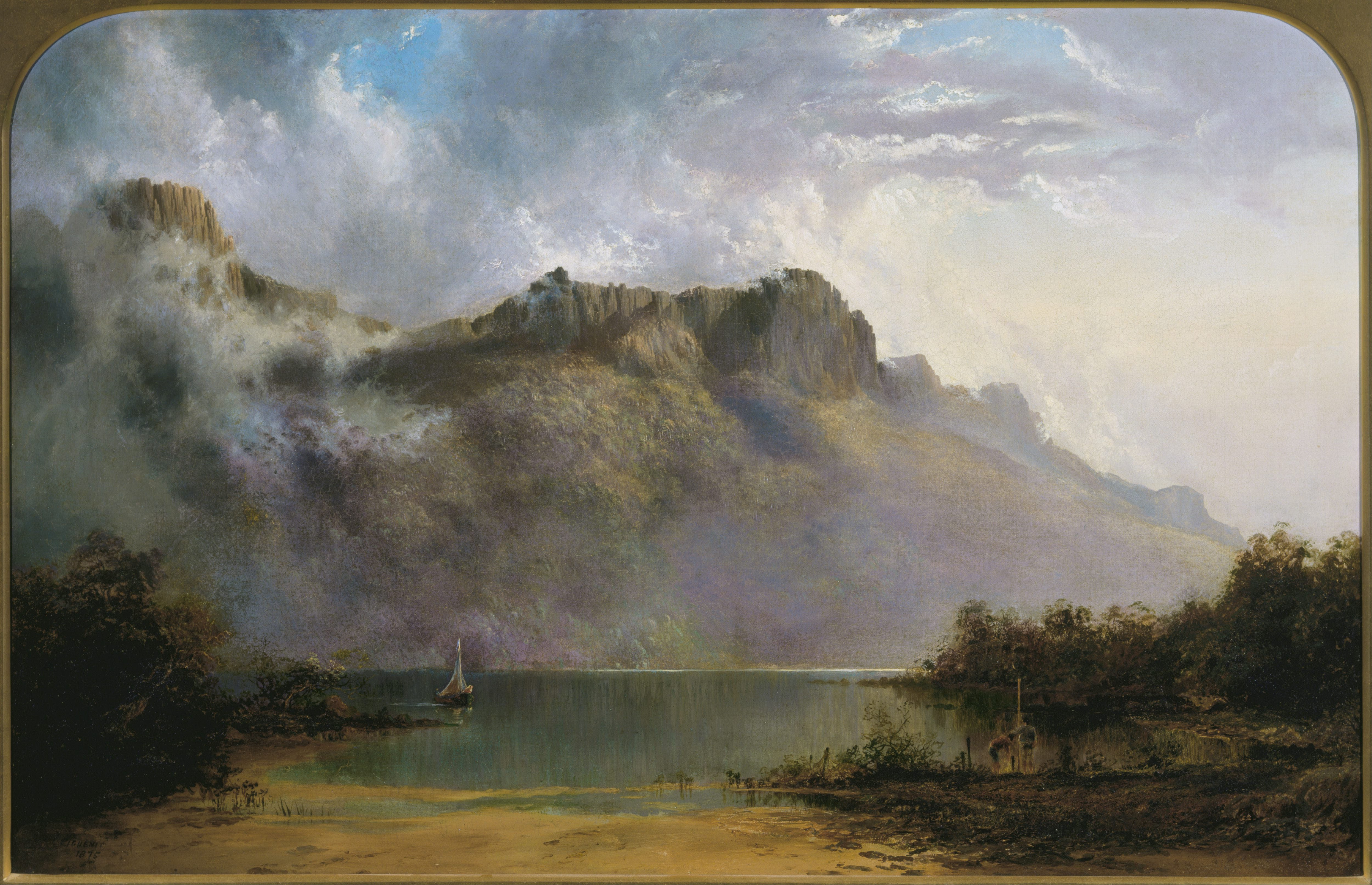
Mount Olympus, Lake St Clair, Tasmanien, die Quelle des Derwent, 1875. Art Gallery of New South Wales

In den Jahren 1898 und 1900 reiste Piguenit nach Europa, wo seine Werke in der Ausstellung australischer Kunst in den Grafton Galleries in London und im Pariser Salon gezeigt wurden. 1902 erhielt er von der Regierung von New South Wales den Auftrag, den Mount Kosciuszko zu malen. Piguenit war bekannt für seine Vorliebe für dramatische Landschaften, insbesondere Bergszenen, und gewann 1901 den Wynne Prize für sein Gemälde Thunderstorm on the Darling. Mehrere seiner Werke wurden mit Goldmedaillen ausgezeichnet.
William Charles Piguenit starb am 17. Juli 1914 in Hunter’s Hill, Sydney, zehn Tage nach einer Blinddarmoperation. Er blieb unverheiratet und wurde auf dem Friedhof in der Field of Mars Reserve beigesetzt.